# Sergio Pardilla
Sergio Pardilla Bellón (ur. 16 stycznia 1984 w Membrilli) – hiszpański kolarz szosowy, zawodnik grupy UCI Professional Continental Teams Caja Rural-Seguros RGA.
Jego najmocniejszą stroną jest jazda w górach.

## Najważniejsze osiągnięcia
2006
- 1. miejsce na 10. etapie Tour de l’Avenir

2007
- 1. miejsce w Tour des Pyrénées

2008
- 2. miejsce w Vuelta a La Rioja
  - 1. miejsce na 3. etapie
- 3. miejsce w Prueba Villafranca-Ordiziako Klasika
- 3. miejsce w Subida a Urkiola

2009
- 1. miejsce w Tour of Japan
  - 1. miejsce na 5. etapie
- 3. miejsce w Circuito Montańes
  - 1. miejsce na 6. etapie
- 6. miejsce w Brixia Tour

2010
- 1. miejsce w Vuelta a la Comunidad de Madrid
  - 1. miejsce na 3. etapie
- 3. miejsce w Vuelta a Andalucía
  - 1. miejsce na 1. etapie
- 2. miejsce w Österreich-Rundfahrt
- 3. miejsce w Volta a Portugal
- 6. miejsce w Giro del Trentino

2012
- 2. miejsce w Tour de l’Ain
- 4. miejsce w Vuelta a Murcia
- 10. miejsce w Dookoła Katalonii
- 18. miejsce w Giro d’Italia

2013
- 3. miejsce w Tour de Langkawi
- 1. miejsce na 4. etapie Volta a Portugal
- 6. miejsce w Tour of Britain

2014
- 5. miejsce w Vuelta a Burgos
- 12. miejsce w Tour de Suisse
- 17. miejsce w Vuelta a España

2015
- 12. miejsce w Dookoła Katalonii

2016
- 3. miejsce w Vuelta a Burgos
  - 1. miejsce na 5. etapie
- 2. miejsce w Vuelta Asturias
- 2. miejsce w Grande Prémio Internacional Beiras e Serra da Estrela
- 3. miejsce w Klasika Primavera de Amorebieta
- 5. miejsce w Route du Sud